# Вјера Микић Мирановић
Вјера Микић Мирановић је оперска певачица, сопран и примадона Опере Народног позоришта у Београду.
Рођена је у Подгорици, где је завршила основну и средњу школу. Похађала је Музичку академију у Сарајеву где је дипломирала у класи професорке Бланке Данон. Усавршавала се на Краљевском конзерваторијуму у Бриселу код проф. Луиса Девоса и на Музичкој академији „Моцартеум” код професора Ким Борга. Први пут је наступала као студенткиња на сцени Сарајевске опере.
Била је првакиња Опере Српског народног позоришта у Новом Саду од 1985. до 1988. године. Постаје стална чланица Народног позоришта у Београду 1988. године. Бавила се извођењем вокално-инструменталних дела, реситалима соло песама, као и извођењем дела савремених композитора. Снимила је велики број телевизијских емисија, као и снимака оперских арија, које су емитоване на радио станицама.

## Улоге на оперској сцени
- Грофица – „Фигарова женидба“, Моцарт
- Аида – „Аида“, Верди
- Леонора – „Моћ судбине“, Верди
- Леонора – „Трубадур“, Верди
- Дездемона – „Отело“, Верди
- Елизабета – „Дон Карлос“, Верди
- Амелија – „Бал под маскама“, Верди
- Мими – „Боеми“, Пучини
- Тоска – „Тоска“, Пучини
- Ћо Ћо Сан – „Мадам Батерфлај“, Пучини
- Лиу – „Турандот“, Пучини
- Адалђизе – „Норма“, Белини
- Марженка – „Продана невеста“, Сметана
- Јарославна – „Кнез Игор“, Бородин
- Микаела – „Кармен“, Бизе
- Манон – „Манон“, Масне
- Ђула – „Еро с онога свијета“, Готовац
- Жена – „Гилгамеш“, Бручи
- Симонида – „Симонида“, Рајичић
- Сантуца – „Кавалерија Рустикана“, Маскањи[2]

## Вокално-инструментална дела
- „Реквијем“, Верди
- „Стабат Матер“, Перголеси
- „Кармина Бурана“, Орф
- Сценски ораторијум „Јама”,  Никола Херцигоња[2]

## Снимци опера
- Соло песме југословенских композитора (Радио Брисел)
- Опера „Симонида“ Станојла Раичића (Радио Београд)
- Опера „Гилгамеш“ Рудолфа Бручија (Радио Београд)
- Соло песме Дворжака, Рахмањинова и Чајковског (Радио Београд)
- Соло песме Светислава Божића (Радио-телевизија Војводине)
- „Оперске арије” (ПГП РТС)
- „Најлепше арије белканта” (ПГП РТС)[2]

## Фестивали
- Бемус
- Дубровачке љетне игре
- Оперски фестивал у Љубљани
- Сарајевске вечери музике
- Сарајевска зима
- Дани музике Херцег Нови
- Град театар Будва
- Дунав фестивал Београд
- Барски љетопис
- Међународни оперски фестивал Темишвар
- Међународни оперски фестивал Багдад[2]

## Награде и признања
- Такмичење младих музичких уметника у Загребу (1973)
- Награда града Подгорице (1978)
- Награда за Лиу у „Турандоту“ на Југословенском оперском бијеналу у Љубљани (1982)
- Финалиста конкурса „Белведере“ у Бечу (1983)
- Награда за улогу Сантуце у „Кавалерији Рустикани“ на Сусрету професионалних позоришта Војводине (1987)
- Тринаестојулска награда Црне Горе (1992)
- Награда Народног позоришта у Београду за улогу Тоске (1995)[2]